# Premi d'Assaig Irla
El Premi d'Assaig Irla, o Premi d'Assaig Breu Irla, inicialment anomenat Premi d'assaig EINES és un guardó que a partir de 2009 s'atorga anualment per la Fundació Josep Irla amb l'objectiu d'estimular l'estudi de la realitat política, econòmica, social i cultural dels Països Catalans. S'hi poden presentar obres inèdites escrites en català que tracten sobre els Països Catalans. L'obra guanyadora es publica per l'Angle Editorial. Inicialment el premi estava dotat amb 3000 euros. El 2020 tenia una dotació de 6.00 euros.

## Guardonats
- 2009 Maria Montserrat Guibernau i Berdun per Per un catalanisme cosmopolita[1][2]
- 2010 Oriol Illa i Garcia per Independentisme català, entre el símbol i la institució i Rosa Calafat i Vila per Cinc principis per a un ús ètic del llenguatge. Tractat epistemològic del llenguatge políticament correcte[2]
- 2011 Antoni Batista i Viladrich per Catalunya i Euskadi. Nació còncava i convexa[2]
- 2012 Lluís Garcia i Imma Grande per L’invent de l'espanyolitat. La construcció pseudocientífica de l'espanyolitat[2]
- 2013 Marc Guinjoan, Toni Rodon i Marc Sanjaume per Catalunya, un pas endavant[6][2]
- 2014 desert[2]
- 2015 Pau Vidal i Gavilán per Els termes del conflicte[7]
- 2016 Francesc Puigpelat per Breu història del nacionalisme espanyol[8][2]
- 2017 Martí Petit i Bozzo per Comunicació, xarxes i algoritmes. Per una política digital pròpia a Catalunya[9][2]
- 2018 Josep Gifreu per El quart poder i la independència. La batalla mediàtica en els “fets d'octubre” del Procés[10][2]
- 2019 desert[2]
- 2020 Raül Romeva per Ubuntu. La República cívica i global[4][2]
- 2021 Quim Bosch i Batlle perUna asimetria cartografiada: Els Països Catalans i Espanya en 27 mapes[2]
- 2022 Andreu Pujol i Silvio Falcón per Eixamplar les bases: el sobiranisme d’esquerres a Catalunya, el País Basc i Galícia[2]